# Rajaner
Rajaner – singel polskiego rapera Kizo oraz rapera Tymek i rapera Mr. Polska z albumu studyjnego Złoto i biel. Singel został wydany 30 grudnia 2019 roku. Tekst utworu został napisany przez Patryka Wozińskiego, Tymoteusza Tadeusza Buckiego i Dominika Włodzimierza Czajka-Groota.
Nagranie otrzymało w Polsce status złotej płyty w 2020 roku.
Singel zdobył ponad 5 milionów wyświetleń w serwisie YouTube (2023) oraz ponad 7 milionów odsłuchań w serwisie Spotify (2023).

## Nagrywanie
Utwór został wyprodukowany przez MØJI. Za mix/mastering utworu odpowiada DJ Johny. Tekst do utworu został napisany przez Patryka Wozińskiego, Tymoteusza Tadeusza Buckiego i Dominika Włodzimierza Czajka-Groota.

## Twórcy
- Kizo, Tymek, Mr. Polska – słowa[1]
- Patryk Woziński, Tymoteusz Tadeusz Bucki, Dominik Włodzimierz Czajka-Groot – tekst[1][2]
- MØJI – produkcja[1][2]
- DJ Johny – mix/mastering[1]

## Certyfikaty
| Kraj          | Certyfikat  |
| ------------- | ----------- |
| Polska (ZPAV) | złota płyta |